# Rayan Raveloson
Rayan Ny Aina Arnaldo Raveloson (ur. 16 stycznia 1997 w Anosibe Ifanja w dystrykcie Miarinarivo) – madagaskarski piłkarz grający na pozycji pomocnika w klubie AJ Auxerre oraz reprezentacji Madagaskaru.

## Kariera
Pierwszym klubem w dorosłej karierze Ravelosona był Tours FC. Grał zarówno drużynie rezerw, jak i pierwszym zespole. W 2018 przeniósł się do Troyes AC. W 2021 wygrał Ligue 2. W 2021 został piłkarzem Los Angeles Galaxy. Po roku powrócił do Francji i gra w AJ Auxerre. W 2024 zdobył z drużyną drugą ligę francuską i awansował do Ligue 1.
W reprezentacji Madagaskaru zadebiutował 2 czerwca 2019. Pierwszą bramkę w kadrze zdobył 14 czerwca tego roku. Został powołany na Puchar Narodów Afryki 2019, gdzie wraz z drużyną sensacyjnie awansował do ćwierćfinału.